# Shubberne
'Shubberne, oprindeligt Shu-bi Or Not Shu-bi, er et dansk pop/rock band, der spiller numre af det tidligere band Shu-bi-dua. Gruppen bestod af de tre tidligere medlemmer af Shu-bi-dua; Claus Asmussen, Bosse Hall Christensen og Willy Pedersen samt to yderligere medlemmer Karsten Lagermann, John Sørensen. De tre oprindelige medlemmer af Shu-bi-dua er siden gået på pension og orkestret består nu af Lagermann, Sørensen samt Jesper Hofmann Lindahl (guitar), Lars Rahbæk Andresen (keyboards) og Jimmi Koldenborg (trommer).[kilde mangler]

## Historie
Shu-bi Or Not Shu-bi blev dannet i 2015, da Bosse Hall Christensen og Asmussen mødtes i et øvelokale i Ordrup. Sammen med
John Sørensen på bas, Kim Zachariasen som forsanger og Klaus Poulsen på keyboard begyndte de at optræde med gamle Shu-bi-duasange. Den første koncert blev afholdt på Café Hornbæk Strand. 
I begyndelsen spillede de kun sange fra perioden 1973-1982.
I begyndelsen af 2016 forlod Kim Zachariasen gruppen, og Karsten Lagermann overtog hans plads som forsanger.
I januar 2019 trådte Klaus Poulsen ud af bandet for at blive udskiftet med Willy Pedersen, der havde været fast medlem af Shu-bi-dua fra 1982-1985. Bosse Hall Christensen forlod bandet i 2021. Han erstattedes af Rasmus Grosell.
I december 2023 trak Claus Asmussen og Willy Pedersen sig tilbage.

## Medlemmer
- Karsten Lagermann - vokal
- John Sørensen - bas
- Jesper Hofmann Lindahl - guitar
- Lars Rahbæk Andresen - keyboards
- Jimmi Koldenborg - trommer

Tidligere medlemmer
- Bosse Hall Christensen - trommer (2015-2021)
- Claus Asmussen - guitar (2015-2023)
- Willy Pedersen - keyboard (2019-2023)
- Rasmus Grosell - trommer (2021)